# Heinrich Dolmetsch
Heinrich Dolmetsch (* 24. Januar 1846 in Stuttgart; † 25. Juli 1908 ebenda) war ein deutscher Architekt, der insbesondere auf dem Gebiet des Kirchenbaus in Südwestdeutschland tätig war. Er sanierte oder restaurierte eine Vielzahl von Kirchen, errichtete 17 Kirchenneubauten und gab Gutachten über knapp 50 weitere Kirchenbauten ab.

## Leben und Werk
Dolmetsch war Sohn des Weinwirts und Bäckers Zacharias Dolmetsch (1812–1870) und der Elisabeth Wagner (1813–1888). Er war ein Vetter des späteren Stuttgarter Stadthistorikers Eugen Dolmetsch (1859–1944) und studierte am Stuttgarter Polytechnikum bei Christian Friedrich von Leins. Er unternahm Studienreisen durch die deutschen Staaten sowie nach Österreich, Italien und Frankreich. Aus der 1874 geschlossenen Ehe mit Emma Lorenz ging der Sohn Theodor (* 1877) hervor, der ebenfalls die Architektenlaufbahn einschlug.
Dolmetschs Tätigkeit als Architekt begann mit dem Wiederaufbau der 1868 bei einem Brand zerstörten evangelischen Stadtkirche St. Veit in Gaildorf unter der Leitung von Leins. Angeregt durch diese Arbeit, spezialisierte er sich auf den Bau, Ausbau und Restaurierung von Kirchenbauten. Im Laufe seines Schaffens hat er an einer Vielzahl von Kirchenbauten in ganz Württemberg mitgewirkt; es sind nur wenige profane Bauten von ihm bekannt. Stilistisch wird er dem Historismus zugeordnet, gelegentlich wird er auch als Gotiker charakterisiert. Zur Wende zum 20. Jahrhundert wandte er sich dem Jugendstil zu, zunächst in Elementen der Ausstattung und der Innenarchitektur sowie der Verglasung, dann auch am Baukörper selbst.
Bautechnisch wird ihm mit der evangelischen Markuskirche in Stuttgart der weltweit erste Kirchturm in Stahlbetonbauweise zugeschrieben. Auch in den Bereichen Heizung und Belüftung von Großbauten versuchte er neue Wege zu beschreiten. Dolmetsch betätigte sich auch auf anderen Gebieten als der Architektur, so entwarf er einen Abendmahlkelch mit Hostienteller und zeichnete einen Bucheinband.
Durch seine große Erfahrung in Kirchenbauten galt er bald als Experte in Fragen der Akustik und wurde als solcher oft bei anderen Bauprojekten hinzugezogen. Er entwickelte einen Wand- und Deckenbelag unter Verwendung von geschrotetem Kork zur Reduzierung des Nachhalls, für den er ein Patent erhielt.
Als Oberbaurat starb Heinrich Dolmetsch im Alter von 62 Jahren und wurde am 27. Juli 1908 auf dem Stuttgarter Pragfriedhof beigesetzt. Bis zum Ersten Weltkrieg führte sein Sohn Theodor Dolmetsch gemeinsam mit Felix Schuster das Architekturbüro weiter.
Viele von Dolmetschs Kirchenbauten wurden in der zweiten Hälfte des 20. Jahrhunderts „modernisiert“, Ornamente und Verzierungen wurden entfernt oder verkleidet, Bemalungen wurden abgelaugt oder überstrichen. Ursachen dafür waren nicht nur die Zerstörungen des Zweiten Weltkriegs und Geldmangel, sondern auch, dass der Historismus als Kitsch angesehen wurde. Erst Ende der 1980er Jahre setzte ein Umdenken ein, und man begann in den Werken dieser Stilepoche künstlerische Arbeiten zu sehen. Daher wurden einige Kirchen bei der fälligen Restaurierung so weit wie möglich in den von Dolmetsch entworfenen Zustand zurückversetzt, beispielsweise die Bonifatius-Kirche in Oberrot.

## Werk

### Bauwerke (Auswahl)
- Wiederaufbau der Stadtkirche in Gaildorf 1868/1870
- Neubau der Katharinenkirche in Reutlingen 1887/1890
- Neubau und Ausgestaltung des Schiffs sowie Erhöhung des Kirchturms der  ev. Pfarrkirche in (Stuttgart-)Degerloch 1889/1890 als Nachfolger von Christian Friedrich von Leins[1]; Ausbau mit Ausnahme von hölzerner Tonnendecke 1961 entfernt
- Umbau der Johanneskirche in Wannweil, eine der ältesten Kirchen in Württemberg, 1890/1891
- Umbau (Gotisierung) der evangelischen Stadtkirche in Bietigheim 1891/1892
- Durchgreifende Renovierung der Ulrichskirche in Eberstadt, 1892
- Renovierung der evangelischen Alten Kirche in Stuttgart-Heumaden 1893
- Umfassende Renovierung der Marienkirche in Reutlingen 1893/1901
- Restaurierung der Pfarrkirche St. Barbara in Unterjesingen 1894
- Restaurierung der Martinskirche in Hohenmemmingen 1895
- Restaurierung der Andreaskirche in Stuttgart-Uhlbach 1895
- Umbau der St.-Katharina-Kirche in Schwäbisch Hall 1896/1898
- Aus- und Umbau der Stadtkirche Schramberg in Schramberg 1896/1898
- Aus- und Umbau der Stiftskirche St. Amandus in Urach 1896/1908
- Landhaus Wagner in (Stuttgart-)Degerloch um 1897[2]
- Neubau der Ortskirche in Häslach 1897/1899
- Neubau der Christuskirche in Ulm 1899
- Neubau der Pfarrkirche in Großdeinbach 1899/1900
- Wiederaufbau der abgebrannten Stephanuskirche in Abstatt 1899/1900
- Wiederaufbau der abgebrannten Pfarrkirche St. Bonifatius in Möckmühl 1899/1900
- Restaurierung des Chors der Stadtkirche in Balingen 1900
- Erweiterung der Pankratiuskirche in Böckingen 1901
- Umbau der Pfarrkirche in Roigheim 1902
- Renovierung der Evangelischen Stadtkirche in Schorndorf 1902
- Neubau der Pfarrkirche in Geifertshofen 1902
- Neubau der Christuskirche in Lehrensteinsfeld 1902/1903
- Erweiterung der Nikolauskirche in Schwäbisch Gmünd-Lindach 1903
- Teilweiser Neubau der Johanneskirche in Untergruppenbach 1903/1904
- Umbau der ehemaligen Klosterkirche in Herrenalb 1903
- Neubau des CVJM-Vereinshauses in Stuttgart 1902/1903
- Umbau und Renovierung der Nikolauskirche in Beuren (bei Nürtingen) 1904
- Neubau der Michaelskirche in Metterzimmern 1906
- Neubau der Markuskirche in Stuttgart-Süd 1906/1908
- Neubau der Bernhardskirche in Holzbronn 1907/1908

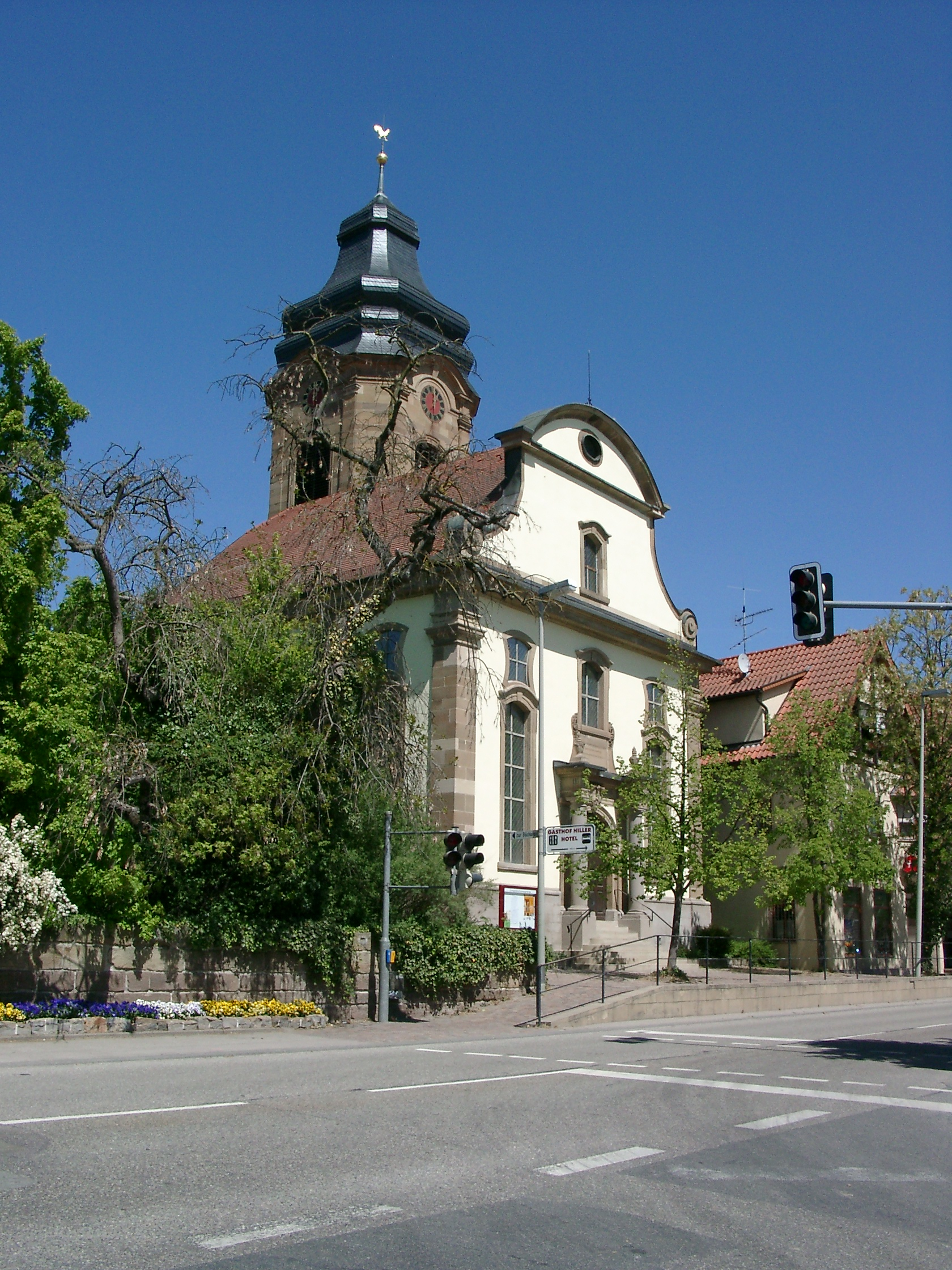
Pfarrkirche Abstatt
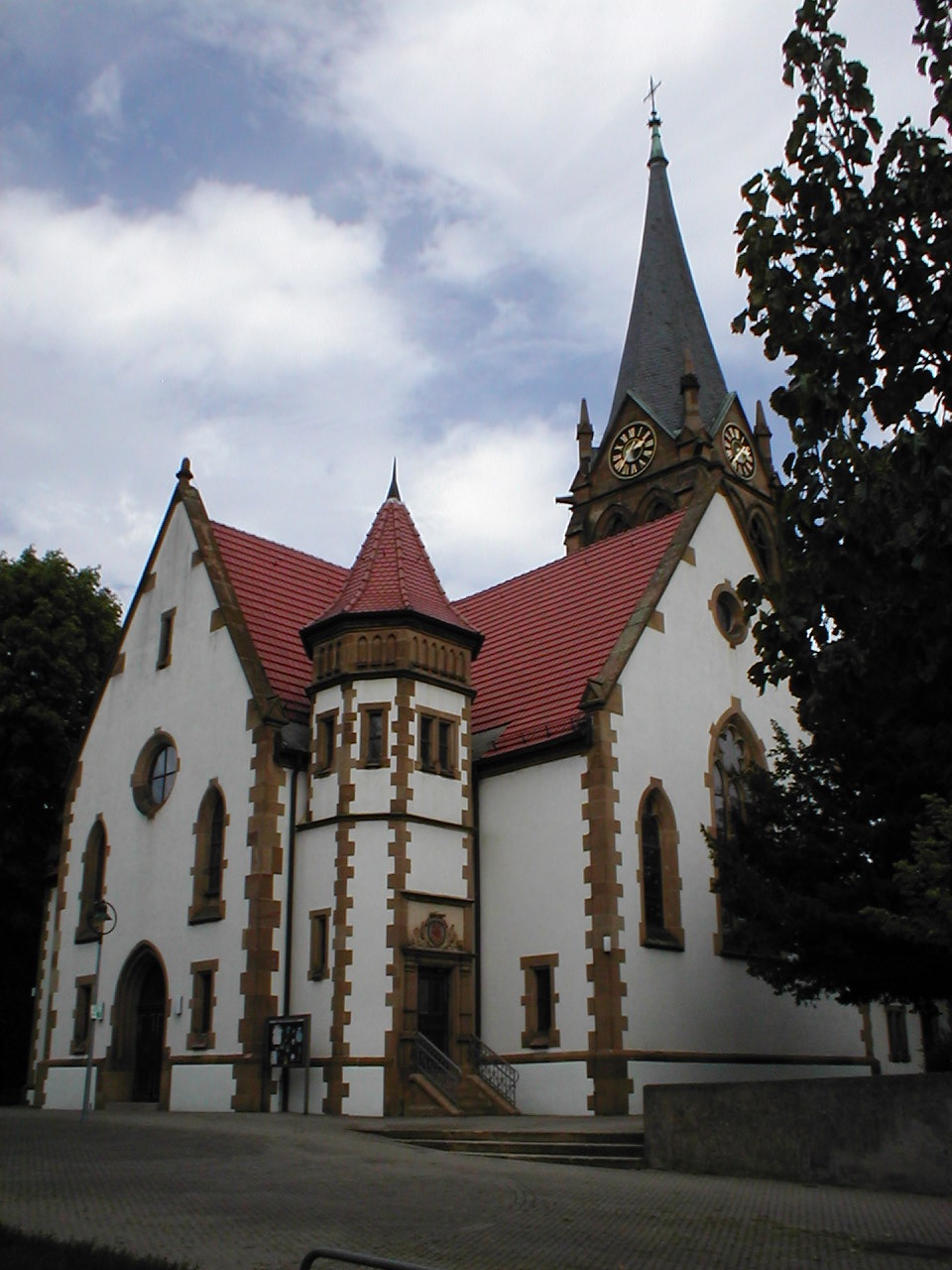
Pankratiuskirche Böckingen
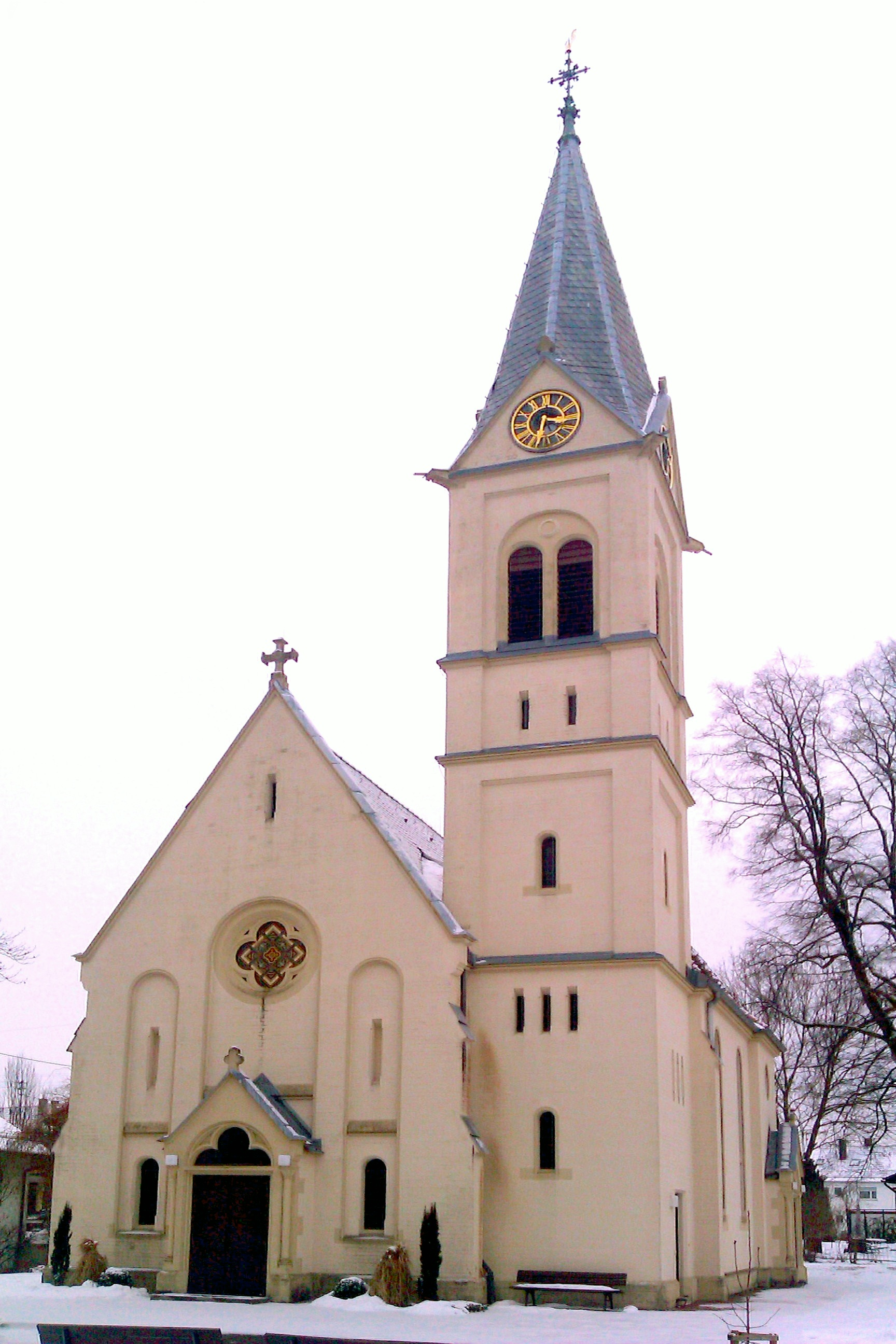
Evangelische Kirche Großdeinbach
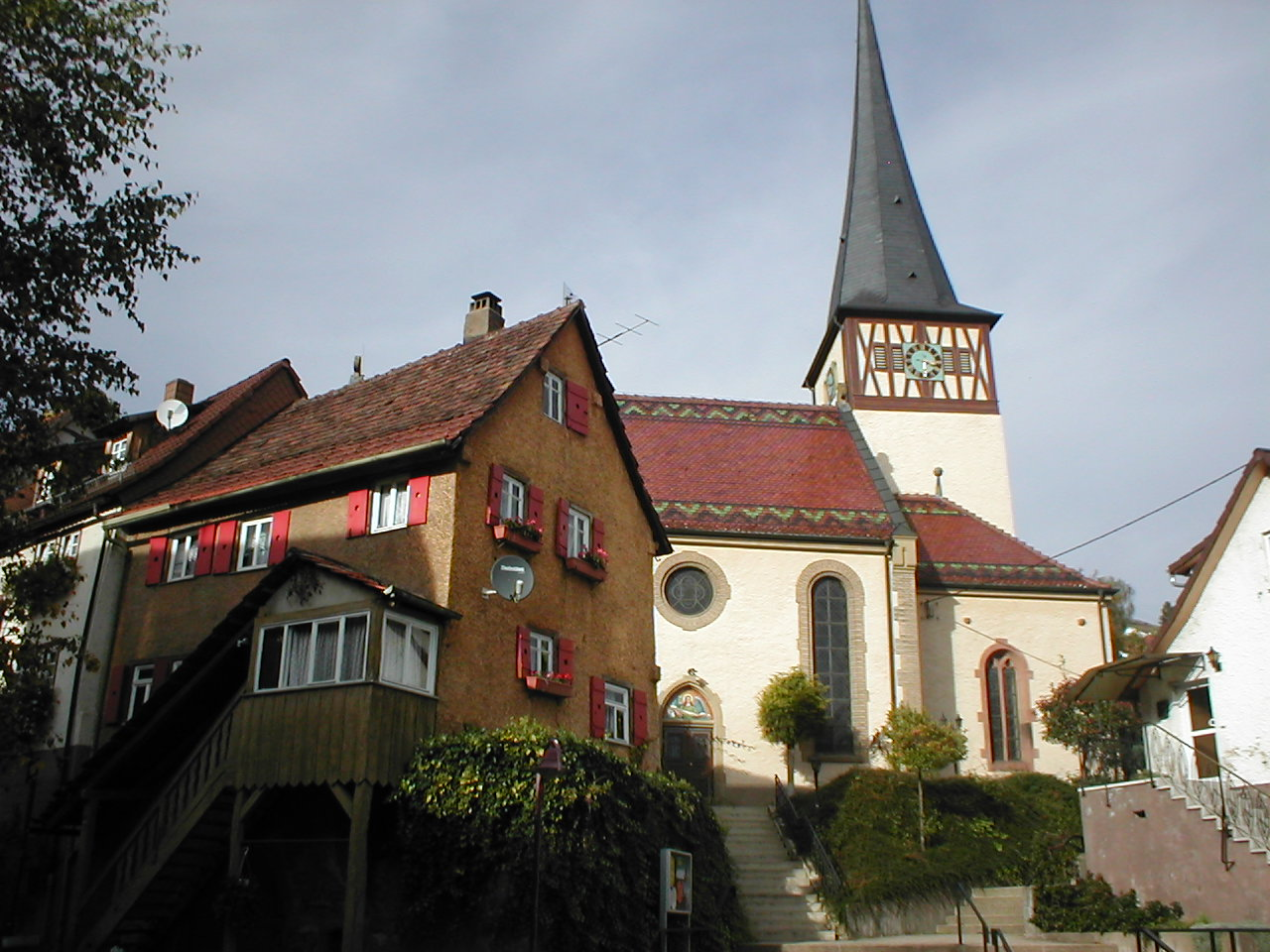
Pfarrkirche Roigheim
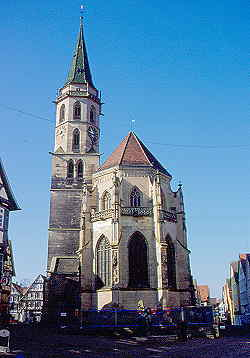
Stadtkirche Schorndorf
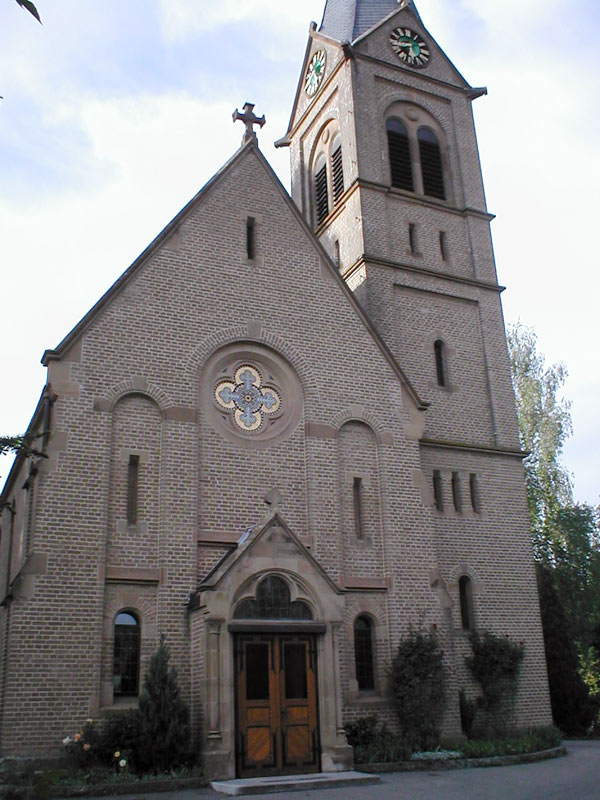
Christuskirche Lehrensteinsfeld
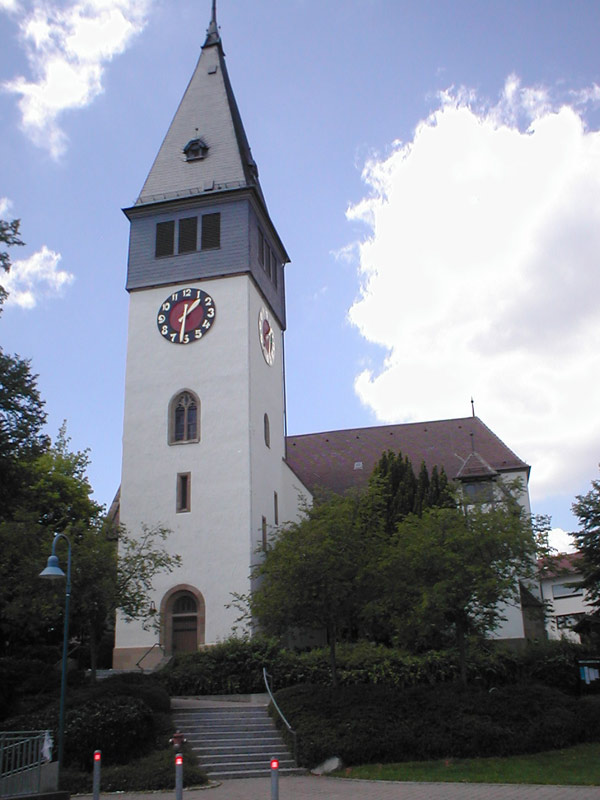
Pfarrkirche Untergruppenbach
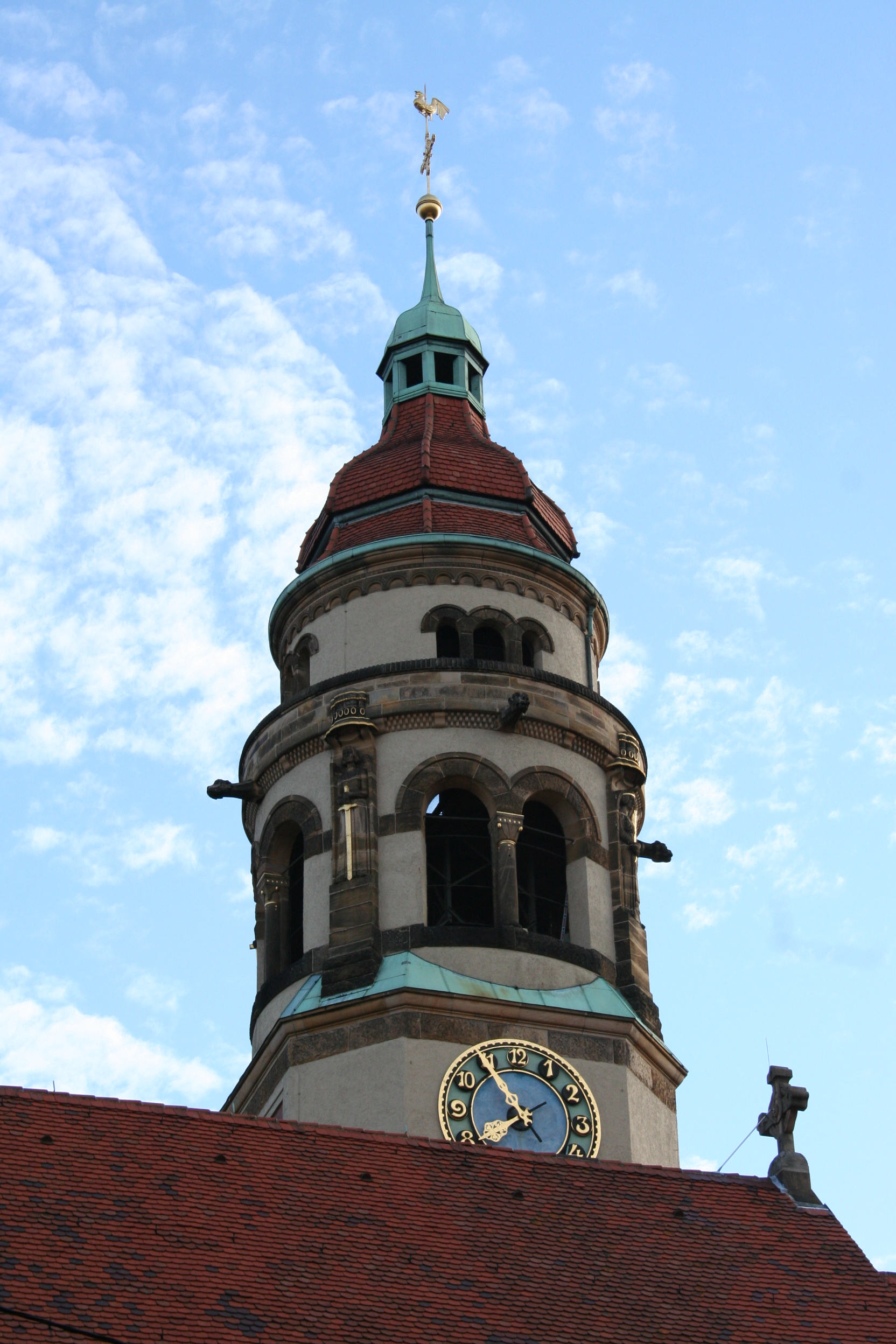
Markuskirche Stuttgart
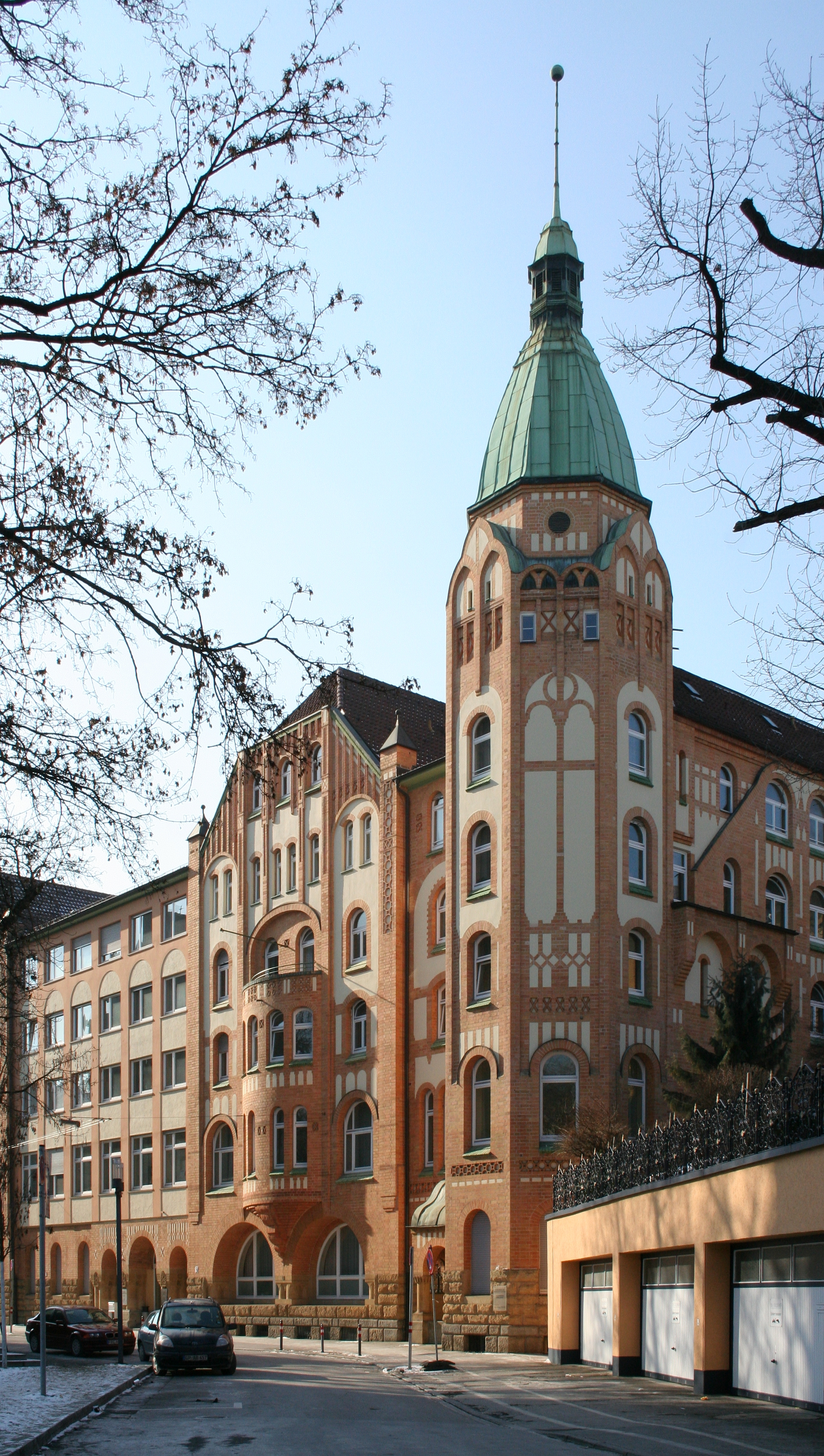
Ehemaliges CVJM-Vereinshaus, heute Furtbach-Krankenhaus
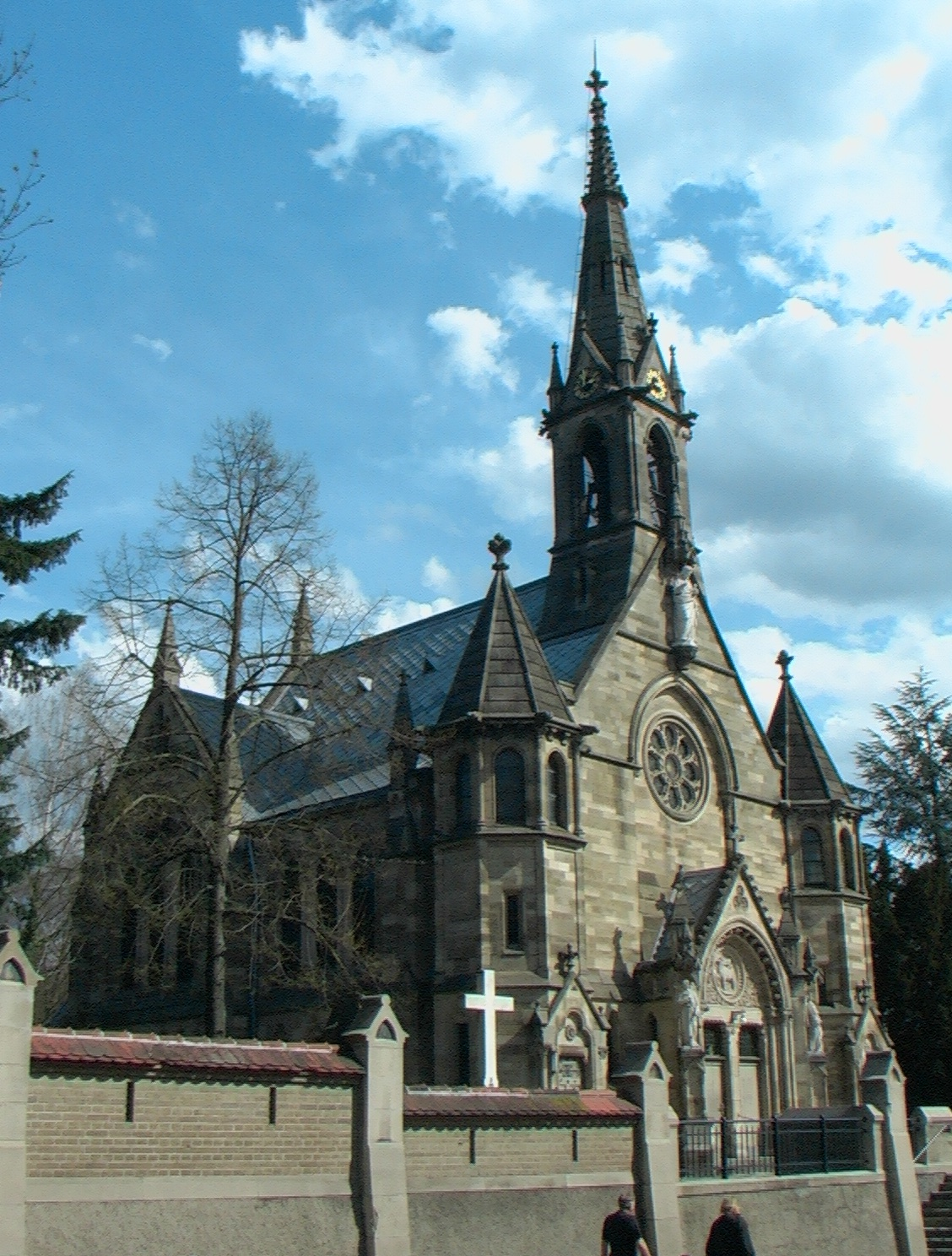
Katharinenkirche Reutlingen
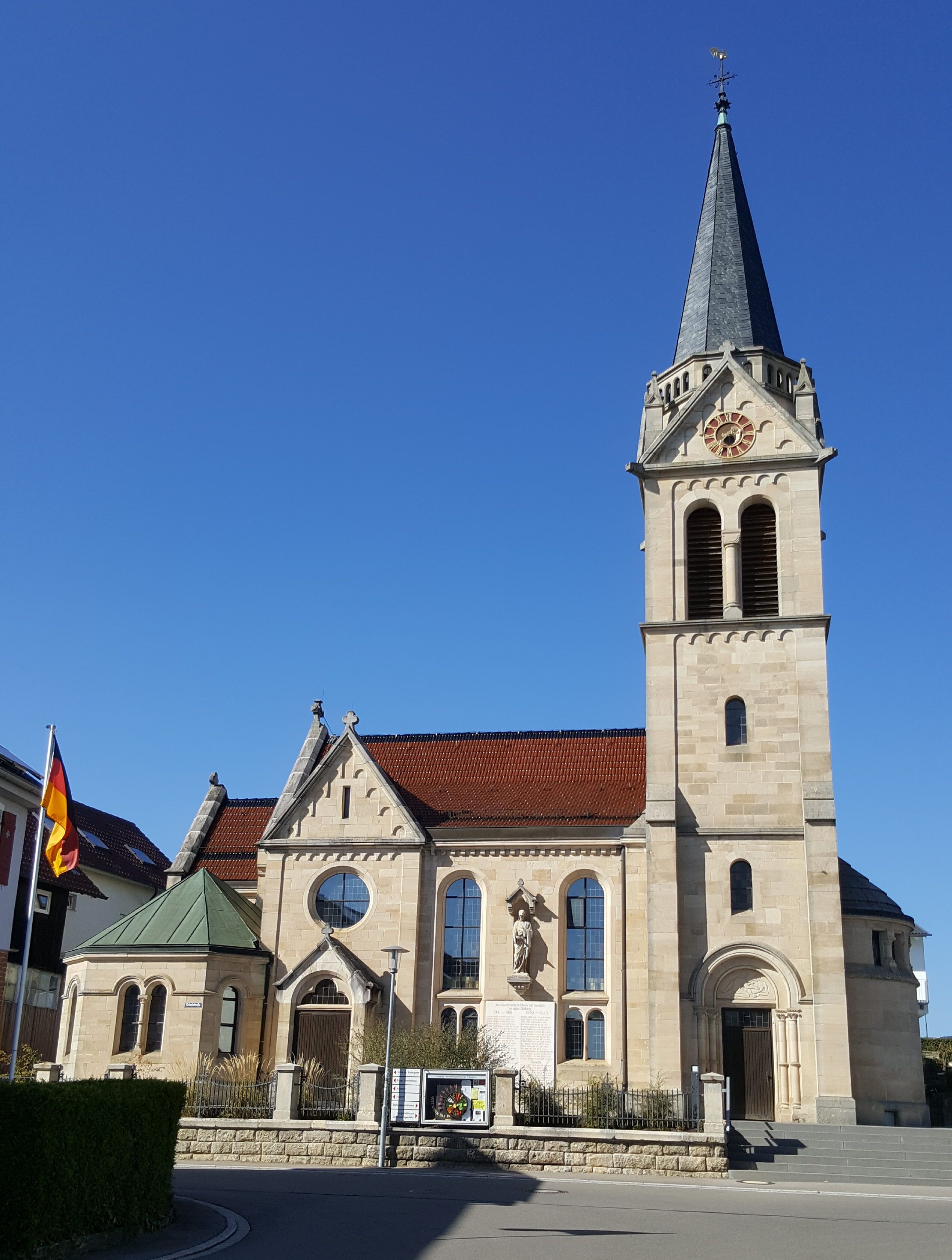
Evangelische Kirche Häslach (Gemeinde Walddorfhäslach)
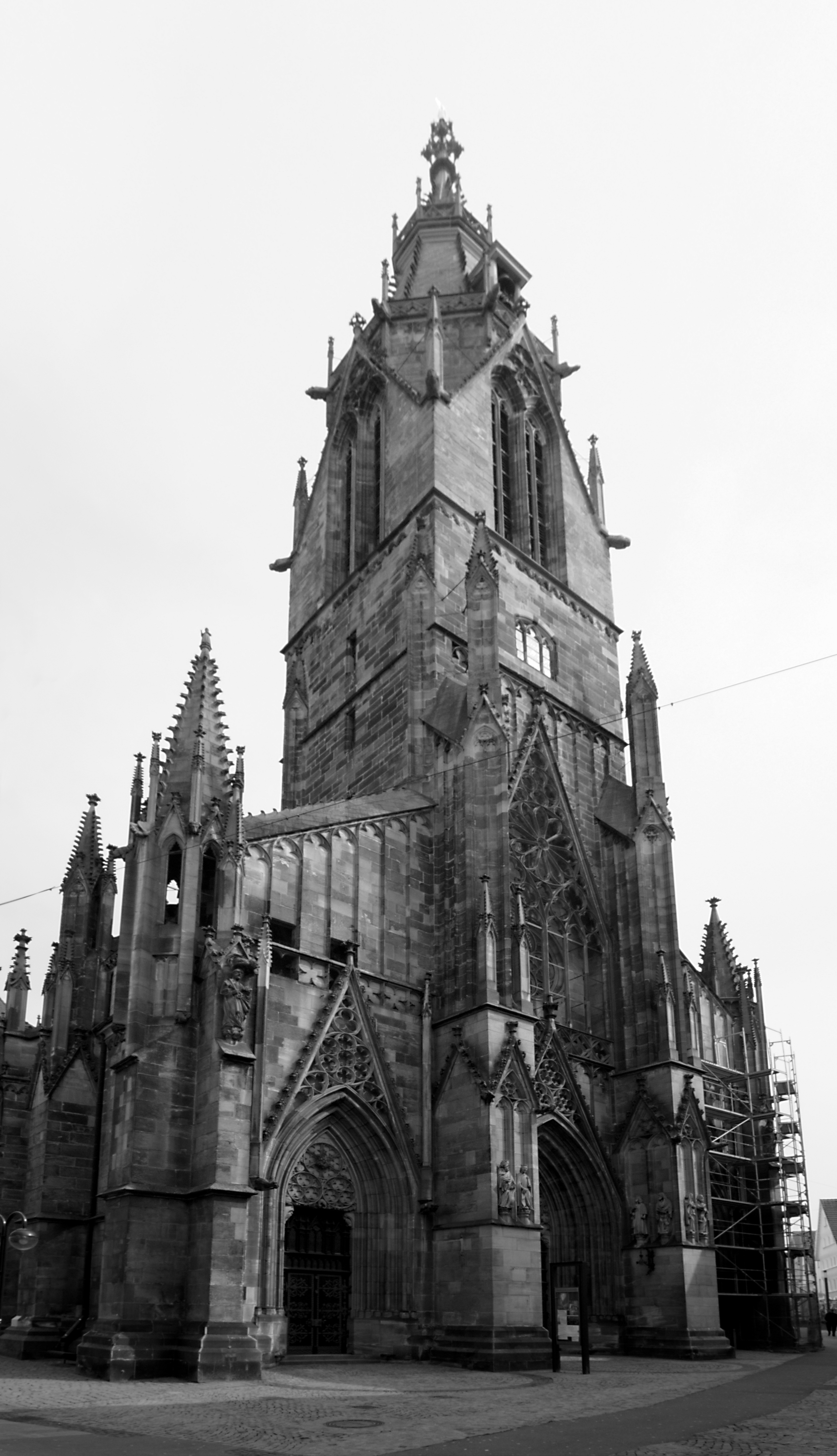
Marienkirche Reutlingen
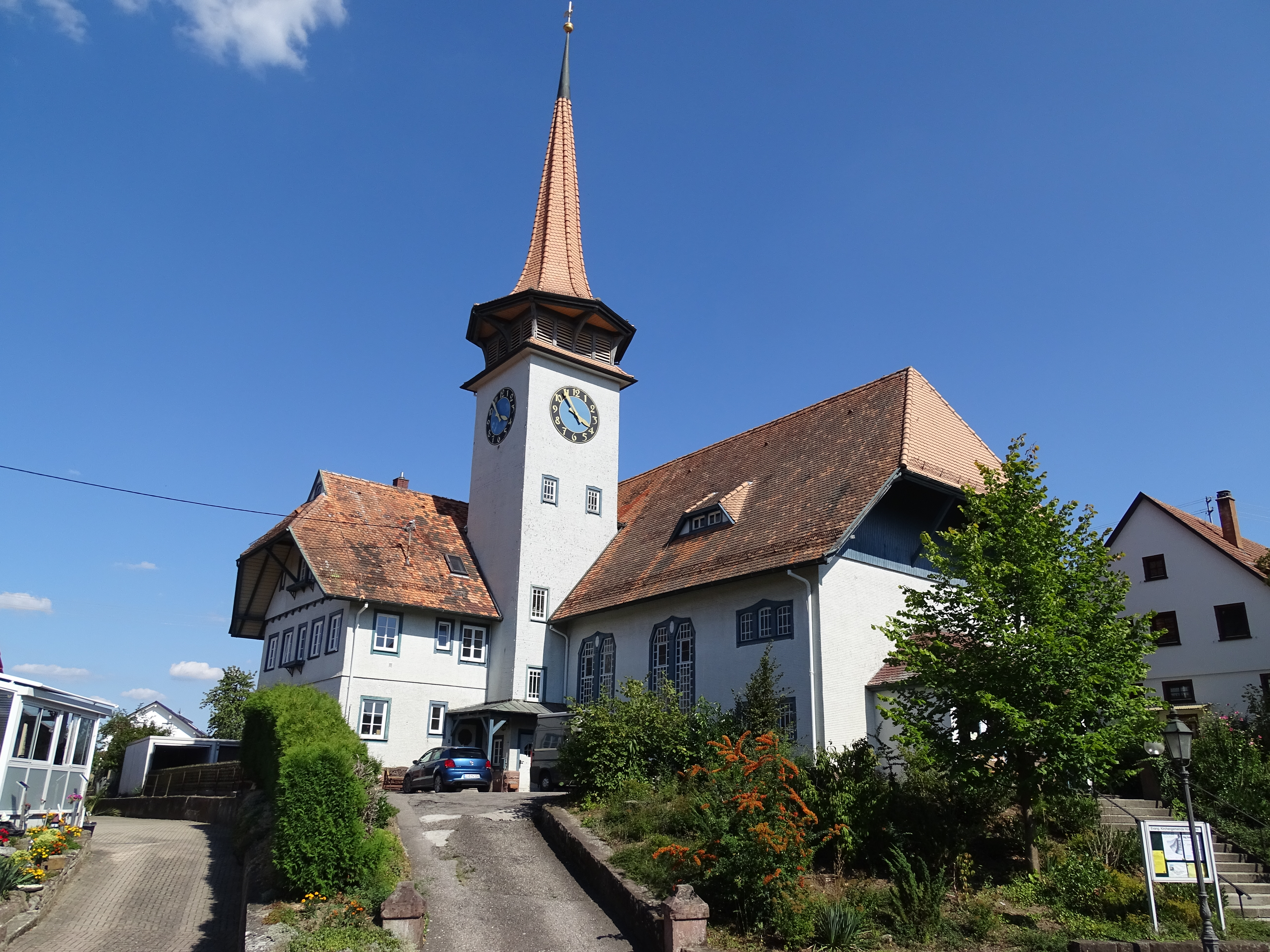
Bernhardskirche Holzbronn

### Schriften
- Japanische Vorbilder: ein Sammelwerk zur Veranschaulichung japanischer Kunstprodukte aus den Gebieten der Aquarell-, Lack- und Porzellanmalerei, der Bronzetechnik und Emallierkunst. J. Hoffmann, Stuttgart 1887
- Der Ornamentenschatz: ein Musterbuch stilvoller Ornamente aus allen Kunstepochen. 85 Tafeln J. Hoffmann, Stuttgart 1887 archive.org. Es erschienen mehrere überarbeitete und erweiterte Auflagen, die letzte posthum 1913.
  - The Treasury of Ornament: Pattern in the Decorative Arts. Portland House, New York 1889. Übersetzung ins Englische
  - The Historic Style of Ornament containg 1500 Examples from all Countries and all Periods ... Batsford, London 1898 archive.org
  - Pictorial Encyclopedia of Historic Ornament: 100 Plates, Including 75 in Full Color. Nachdruck der englischen Ausgabe; Dover Publications, Mineola, New York 2003, ISBN 0-486-42834-6
  - Tesoros de la Ornamentacion. Liberias Yenny, 1999, ISBN 84-7630-812-4; Spanisch
- Über Kirchenrestauration. In: Monatsschrift des Württembg. Vereins für Baukunde in Stuttgart. F. Weise’s Hofbuchhandlung in Stuttgart (bis 1900); Süddt. Verl.-Anstalt, München (ab 1901). Stuttgart 1898–1904, S. 1–5.(online)
- Die neue Markuskirche in Stuttgart. In: Monatsschrift des Württembg. Vereins für Baukunde in Stuttgart. F. Weise’s Hofbuchhandlung in Stuttgart (bis 1900); Süddt. Verl.-Anstalt, München (ab 1901). Stuttgart 1898–1904, S. 113–115. (online)
- Die Gipsmodellierwerkstätte. In: Das K. Württembergische Landes-Gewerbemuseum in Stuttgart. Kgl. Zentralstelle für Gewerbe und Handel. Stuttgart 1896, S. 65–68. (online)
- Die Sammlung der Gipsabgüsse. In: Das K. Württembergische Landes-Gewerbemuseum in Stuttgart. Kgl. Zentralstelle für Gewerbe und Handel. Stuttgart 1896, S. 53–64. (online)
- Das K. Württembergische Landes-Gewerbemuseum in Stuttgart. Festschrift zur Einweihung des neuen Museumsgebäudes. Kgl. Zentralstelle für Gewerbe und Handel. Stuttgart 1896. (online)